# 二硼酸
二硼酸是一种无机化合物，化学式为B2(OH)4，它可用于制备有机硼酸。

## 合成
三氯化硼和乙醇的反应最初于1931报道，反应生成二甲氧基氯化硼（B(OCH3)2Cl），后来，一种引入B-B键的新方法由此制备了四甲氧基二硼（B2(OCH3)4）：
BCl3   {\displaystyle {\ce {->[{\text{+ }}{\ce {CH3OH}}][-{\text{ }}{\ce {HCl}}]}}}   B(OCH3)2Cl   {\displaystyle {\ce {->[{\text{+ }}{\ce {Na}}][-{\text{ }}{\ce {NaCl}}]}}}   B2(OCH3)4   {\displaystyle {\ce {->[{\text{+ }}{\ce {H2O}}][-{\text{ }}{\ce {CH3OH}}]}}}   B2(OH)4

## 反应
二硼酸在90 °C以上脱水，生成一氧化硼，220 °C时完全失水。
它是一种还原剂，在水中缓慢放出氢气。